# Цвєтне (Калінінградська область)
Цвєтне (рос. Цветное) — селище Балтійського району, Калінінградської області Росії. Входить до складу Дивного сільського поселення.
Населення — 80 осіб (2015 рік).

## Населення
| 2002 | 2010 |
| ---- | ---- |
| 64   | ↗80  |